# Battaglia di Ulma
La battaglia di Ulma, avvenuta nell’ottobre del 1805 nei pressi dell'omonima cittadina del Baden-Württemberg è una delle battaglie della terza coalizione antifrancese; venne inoltre rappresentata come una dei più rilevanti esempi delle capacità strategico-militari di Napoleone Bonaparte. La Grande Armée, in seguito ad una complessa manovra strategica messa in atto da Napoleone, ebbe la meglio sull’esercito austriaco.
Tra la fine di agosto e fine di settembre del 1805 l’esercito francese effettuò uno spostamento verso est per fronteggiare la minaccia dell’esercito austriaco; da Boulogne dove era radunato gran parte dell’esercito francese in attesa dell’invasione dell’Inghilterra, ad Ulma in Baviera dove era concentrato parte dell’esercito austriaco, guidato da Mack. Le truppe austriache avevano invaso la Baviera, dopo che questa si schierò con la Francia; occupata la regione si erano attestati nei pressi di Ulma in attesa delle truppe russe in arrivo da Est. A causa di una differenza di 10 giorni tra il calendario in vigore in Russia e in Austria che ne determinò confusione e difficoltà di coordinamento, l’esercito di Mack si trovò isolato, nel tentativo vano di fronteggiare le armate francesi. Napoleone inflisse agli austriaci una dura sconfitta: l’intuizione dell’imperatore fu quella di dividere il proprio esercito in corpi d’armata così da accerchiare gli austriaci senza dare loro un punto di riferimento per la battaglia, costringendoli alla resa. La resa austriaca avvenne il 20 ottobre 1805, quando il generale Mack, presentandosi come “lo sfortunato generale Mack”, porse la spada a Bonaparte.

## Le forze in campo

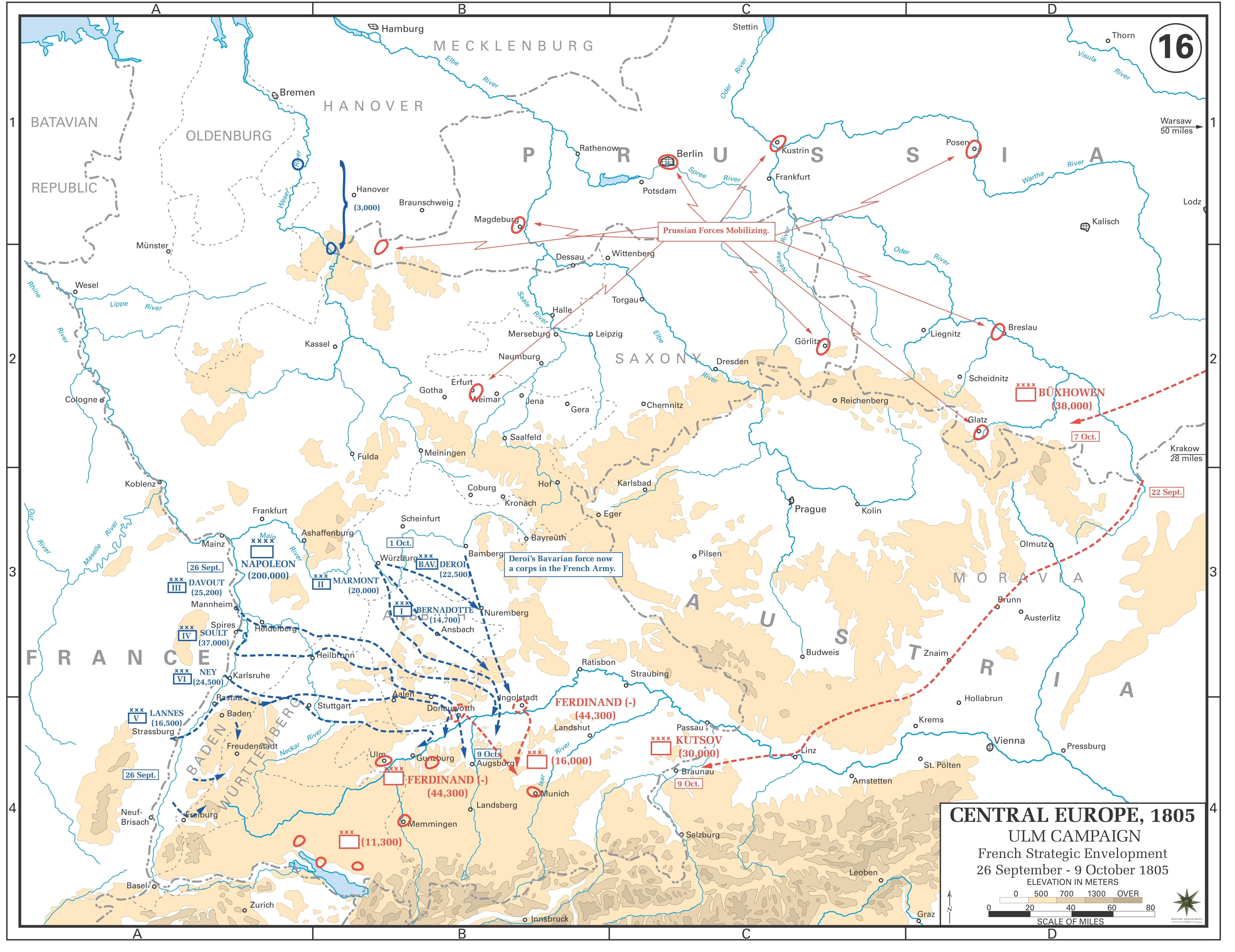
Schema della battaglia di Ulma, 1805.

### La Grande Armée
Nel periodo tra il 1801 e il 1805 Napoleone riorganizzò le sue truppe e, nel 1805, l’esercito francese fu posto sotto un unico comando generale preso in carico dallo stesso Napoleone. Un'altra azione effettuata dall’imperatore francese fu l’estensione della coscrizione obbligatoria a tutti i paesi sotto il suo dominio in modo tale da aumentare il numero di soldati. Il servizio militare era obbligatorio per tutti i francesi dai 20 ai 25 anni con l’esenzione per quelli sposati, vedovi o divorziati padri di famiglia.
Le truppe francesi erano ora organizzate in un'unica forza: la Grande Armée. Essa era costituita da circa 200000 uomini (che nel 1805 arrivarono fino a circa 350000) ed era divisa in sette corpi d’armata. Ciascuno di essi era formato da 2 a 4 divisioni di fanteria, una brigata o una divisione di cavalleria leggera, da 36 a 40 cannoni, più i distaccamenti supplementari del Genio e i reparti d’intendenza. In aggiunta ai principali corpi d’armata, Napoleone formò una riserva di cavalleria consistente in due divisioni di corazzieri, quattro di dragoni a cavallo, una di dragoni appiedati, un'altra di cavalleria leggera con l’appoggio di 24 cannoni. Vi era anche una riserva di artiglieria, comprendente quasi un quarto dei cannoni dell’esercito. Infine, vi era la nuova Grande Réserve, che consisteva nella Guardia imperiale e in vari altri distaccamenti di granatieri scelti, presi dai reggimenti di linea.
I corpi d’armata erano quindi eserciti in miniatura con la capacità di agire autonomamente nello svolgimento di compiti diversificati (attacco, difesa, rinforzo). Inoltre la loro composizione poteva variare tenendo conto delle circostanze specifiche.

### L’Armata austriaca
Dopo il crollo del Sacro Romano Impero, l’imperatore Francesco I d’Austria capì che vi era la necessità di riformare e modernizzare l’esercito. In quel periodo erano compresi nei domini degli Asburgo svariati territori tra i quali: l’Austria, la Boemia, la Moravia e la Slesia. Tuttavia il reclutamento delle truppe, oltre che dalle suddette regioni, avveniva anche in territori che non facevano parte direttamente dell’Impero come la Polonia, l’Italia, l’Ungheria e altre regioni dell’est-Europa ed esso era in parte volontario e in parte per circoscrizione. A seguito di ciò, Karl Mack von Leiberich fu nominato intendente generale dell’esercito: il suo compito era quello di preparare l’esercito alla guerra contro la Francia di Napoleone. Fu in questo periodo che venne riformata la fanteria: ogni reggimento venne strutturato in quattro battaglioni formati da quattro compagnie (a differenza dei precedenti che erano formati da sei compagnie). La cavalleria fu divisa in piccole unità assegnate ai vari reparti di fanteria, riducendone inevitabilmente l'efficacia di fronte alla controparte francese.
Uno dei difetti principali dell’Armata austriaca era la scarsa organizzazione, causata da un’inadeguata formazione degli ufficiali e da una farraginosa e lenta struttura di comando.

## Preparazione alla battaglia

### Piani di campagna
In previsione dell'invasione dell'Inghilterra, Napoleone armò circa 100000 uomini a Boulogne e due flotte, una delle quali affidata a da Villeneuve, che avrebbe dovuto raggiungerne una seconda presso il porto di Brest; da lì le due flotte avrebbero dovuto raggiungere la Manica. Il fallimento della manovra indusse Napoleone a cambiare i piani di campagna.
La Grande Armée partì il 27 agosto ed il 24 settembre si trovava in posizione davanti all'armata di Mack, ad Ulma, dove il fronte la tagliava da entrambi i lati. La strategia di Napoleone prevedeva di sconfiggere gli austriaci prima dell'arrivo dei russi; i primi, capito l'obiettivo francese, cambiarono fronte, ma furono ugualmente isolati dai contatti alleati. Il 9 ottobre il generale austriaco Konstantin d'Aspre venne travolto da un corpo d'armata francese e fu imprigionato con 2000 suoi uomini. Ciò costrinse Mack a ritirarsi con il suo esercito sotto le mura di Ulma.

### Piano e schieramento alleato (Austria)
La cavalleria austriaca era considerata la migliore d'Europa, ma alcune unità vennero 	assegnate alla fanteria e questo la rese più debole.
L'Austria, nel 1805, si era coalizzata con Russia, Inghilterra e Svezia in un'unione antifrancese. A capo dell'esercito austriaco nel centro Europa c'era il generale Karl Mack von Leiberich, al comando di 72000 uomini. Gli austriaci, prima di poter ricevere sostegno dagli alleati russi (che stavano ancora attraversando la Polonia), si trovarono faccia a faccia con l'esercito francese. I reparti di Mack, sperando nell'arrivo degli alleati, si erano schierati in modo da essere il più possibile vicino a Vienna, ma i francesi li precedettero e li bloccarono; nonostante vari tentativi austriaci di attraversare il Danubio a Neuburg e cambiare fronti.

## Le manovre militari dell'esercito
Il giorno prima, le avanguardie avevano attraversato il Reno, mettendo in atto il piano diversivo. La divisione di dragoni di Louis Baraguey d'Hilliers entrò nelle gole della Foresta Nera; seguita da 40000 uomini (una parte della riserva di cavalleria di Gioacchino Murat aggiunta al quinto corpo di Lannes) provenienti da Strasburgo, e proseguirono verso Freudenstadt. Queste azioni fecero sì che le truppe austriache si spostassero ancor più a ovest, e il grosso dell’esercito francese si scagliò sulla loro retroguardia. L’armata francese inoltre veniva nascosta dalle colline boscose della Foresta Nera e dalle montagne del Giura, mentre la cavalleria divideva i due eserciti. Il primo ottobre Napoleone incontrò il duca di Baden, ad Ettingen. Il giorno seguente ottenne una promessa d’aiuto dal suo alleato l’Elettore di Württemberg a Ludwigsburg. Nello stesso momento i cui l’avanguardia dell’esercito raggiunse la linea tra Stoccarda e Ansbach, Lannes e Louis Baraguey d'Hilliers si aggregarono al sesto corpo d’armata di Ney a Stoccarda, attraversando Pforzheim, permettendo poi di avanzare verso il Danubio. Da Stoccarda e Spira si formò una linea di comunicazione sicura verso Durlach e Strasburgo. Allo scopo di assicurare una equa distribuzione delle risorse locali, ad ogni divisione fu assegnata un’area di 20 chilometri quadrati. Durante la marcia, fanteria e cavalleria avanzavano in due file lungo i lati della strada, mentre al centro si muoveva l’equipaggiamento più pesante.
Il 2 ottobre l’armata cominciò a ruotare verso sud, di conseguenza il fronte si spostò dalla linea Ansbach-Stoccarda alla linea Ingolstadt-Donauwördt, dimezzandosi in larghezza. I corpi d’armata dei marescialli Auguste Marmont e Bernadotte si muovevano sul lato esterno, rafforzati dal distaccamento bavarese, tuttavia in questo modo violarono il territorio neutrale della Prussia per guadagnare tempo (attraversando Ansbach). Le due formazioni più grandi, Soult e Louis Nicolas Davout avanzavano al centro. Ney, Lannes, la Guardia imperiale e la cavalleria di riserva di Murat formavano il perno a destra. L’esercito raggiunse la pianura di Nördlingen il 6. I distaccamenti esterni austriaci si concentrarono nelle vicinanze di Günzburg ad est di Ulma. Metà delle truppe francesi tagliarono le vie di comunicazione di Mack per poi aggirare il suo fianco a nord, attraversando il Danubio ad est del punto in cui affluiva il Lech. Il resto dell’esercito attraversò il fiume ad ovest del medesimo punto, in modo da impedire l’utilizzo dei ponti da parte degli austriaci. I ponti presso Danubio passarono sotto il controllo del generale Dominique-Joseph René Vandamme la notte del 6-7 ottobre, nello stesso momento Murat si impadroniva di Münster. Durante il giorno seguente una divisione fu inviata da Murat allo scopo di catturare il ponte sul Lech presso Rain, e il corpo d’armata di Soult attraversò Donauwörth. Louis Nicolas Davout raggiunse Neuburg il medesimo giorno.
Napoleone pensava che il generale austriaco si sarebbe diretto verso l’oriente, e di conseguenza si preparò a chiudergli le diverse via di fuga. Visto che l’imperatore francese si trovava sul Danubio con le proprie truppe, Mack avrebbe potuto agire solo in tre modi: il primo metodo prevedeva la ritirata verso il Tirolo ma così facendo gli alleati russi sarebbero stati lasciati soli; la seconda alternativa era quella di effettuare un attacco alle forze francesi che si trovavano sul Danubio per annientarle mentre erano separati, o almeno per aprirsi una via di fuga per Vienna. L’ultima opportunità era quella di fare piccoli attacchi ai francesi tenendoli impegnati per un po’ di tempo permettendo così alle forze russe di arrivare. Napoleone non provava nessuna preoccupazione per la sicurezza della propria linea di comunicazione ma per precauzione la fece spostare a Spira-Nördlingen e la fece proteggere dalle forze del generale Gazan. Questa sicurezza partiva dal fatto che un possibile attacco di Mack sarebbe stata una mossa azzardata, poiché avrebbe lasciato la via per Vienna incustodita. Il IV corpo di Soult fu indirizzato verso Memmingen per catturare i depositi austriaci e possibilmente anche per chiudere la strada per il Tirolo agli austriaci. Mentre nella sponda a nord del Danubio si trovava Ney con le sue truppe, Bonaparte inviò Murat e Lannes a difendere il lato sud. Per evitare di essere colti impreparati dalle forze russe, Napoleone ordinò a Bernadotte e Louis Nicolas Davout di recarsi nei pressi di Monaco per creare una zona di sicurezza. Così facendo i corpi di armata di Napoleone erano divisi ma non molto lontani fra di loro, permettendo successivamente di accerchiare Mack se per caso fosse entrato nelle zone circondate dai francesi. In aiuto all’imperatore arrivò una falsa notizia a Mack, ovvero che le truppe britanniche stessero sbarcando a Boulogne. A causa di questa il generale austriaco pensò che i francesi fossero in ritirata per il presunto attacco inglese, e così diede l’ordine ai suoi uomini di attaccare il nemico che (secondo Mack) stava retrocedendo.
Successivamente Murat, Lannes e Ney si riunirono e affrontarono le forze austriache l’8 a Wertingen. Fu una dura sconfitta per le forze guidate da Mack: furono catturati 2000 loro uomini. Nel frattempo Napoleone aspettava notizie riguardanti Kutuzov ad Augusta e Louis Nicolas Davout si avviava verso le forze di Dachau e Bernadotte, che si trovavano nei pressi di Monaco. Napoleone ordinò a Murat di prendere parte delle truppe di Ney per mantenere unite le truppe. Ney obbedì ma così facendo lasciò Dupont con solo 4000 dragoni: successivamente queste poche truppe furono attaccate dalle truppe austriache. Dupont avrebbe voluto evitare il combattimento, data la differenza numerica tra le truppe (4000 francesi di Dupont contro 35000 austriache), ma tale battaglia, poiché i francesi erano circondati, era inevitabile: avvenne vicino al villaggio di Albeck e solo la sera i francesi ripiegarono verso Brenz. Gli austriaci invece si ritirarono ad Ulma con l’intento di attaccare nei giorni seguenti. Napoleone, con la sua Guardia imperiale, cercò di unirsi a Murat, Lannes, Ney e Davout, per ingaggiare gli austriaci. La mattina del 13 l’imperatore era presso Ulma. Avendo ricevuto notizie da Dupont e Ney sulla riva settentrionale del Danubio, Napoleone capì che la battaglia del fiume Iller, per cui si era preparato, non avrebbe avuto luogo.
Nell'ottobre 1805, dopo aver attraversato il Danubio, ebbe inizio una battaglia fra le truppe di Napoleone comandate da Ney contro i 9000 austriaci che difendevano il ponte, e si concluse con la vittoria dei francesi. Ney fu premiato con il titolo di duca di Elchingen, in ricordo dell’impresa. Invece Murat portò le sue truppe oltre il Danubio, usando il ponte di Ney, e si unì a Dupont appena in tempo per fermare l’attacco del generale Franz von Werneck; unite le loro forze, Murat e Dupont spinsero gli austriaci verso nord in direzione di Heidenheim. Nel giorno 14 i francesi erano nei pressi dell'accampamento austriaco di Michelsberg, poco fuori da Ulma. La posizione di Mack era divenuta ormai critica; non aveva più alcuna possibilità di fuggire lungo la riva settentrionale. Il 16 i francesi iniziarono a bombardare la stessa Ulma. Gli austriaci erano strategicamente a sfavore e Mack capì di avere poche speranze di salvezza. Il 17 ottobre un emissario di Napoleone, Philippe-Paul de Ségur, firmò un accordo con Mack secondo cui gli austriaci si sarebbero arresi il 25 ottobre se non fosse giunto aiuto per quella data. Pochi giorni dopo venne firmata la resa.

## Conseguenze

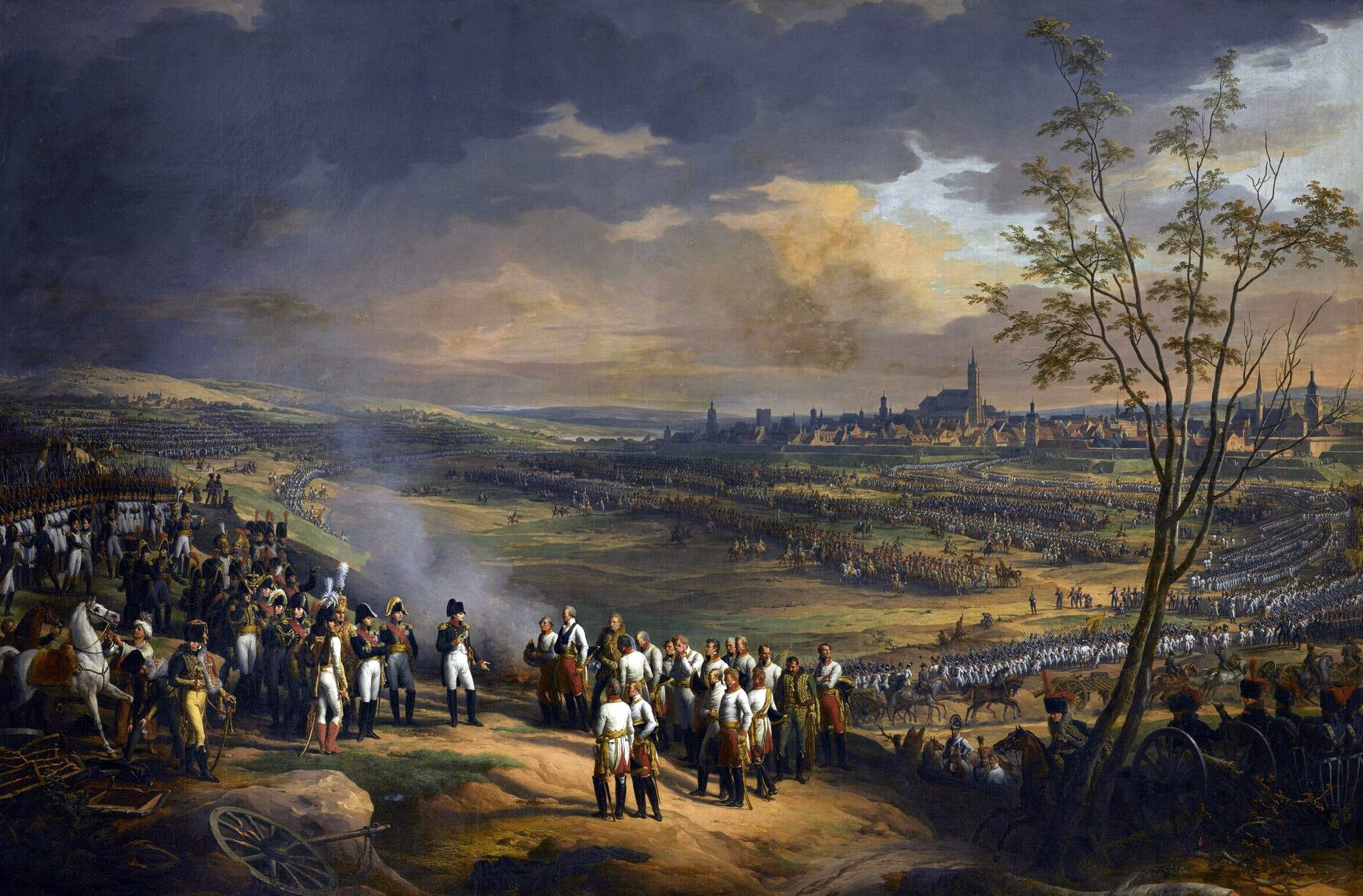
La Resa della città di Ulma di Charles Thévenin

Le conseguenze della battaglia di Ulma furono molteplici e si identificarono in vari ambiti.

### Perdite austriache
La battaglia si concluse con una netta vittoria francese che dalla sua parte perse all'incirca 6000 uomini, un numero nettamente inferiore in confronto alle perdite austriache che ammontarono a circa 50000 morti e a 65 cannoni persi. Dell’armata austriaca solo un esiguo gruppo riuscì a sottrarsi alla cattura. Il generale Karl Mack von Leiberich, dopo aver tentato inutilmente di difendersi dalla complessa manovra strategica napoleonica, seguito all'accerchiamento dell'armata, si arrese presentandosi a Napoleone come lo "sfortunato generale Mack". Bonaparte fece un gesto di clemenza nei confronti del generale lasciandolo libero di tornare in Austria dall'imperatore Francesco II. Celebri furono le parole dette da Napoleone dopo la resa di Mack:

"Restituisco allo sfortunato generale la Sua spada e la Sua libertà, assieme ai miei ossequi da portare al Suo imperatore".
Quando il generale tornò dall'imperatore Francesco II d'Asburgo-Lorena, quest’ultimo non fu clemente come Napoleone e fece condannare Mack a due anni di prigione, con la conseguente degradazione militare, la perdita del suo rango e del reggimento.

### Vittoria francese e azioni seguite alla vittoria
A differenza dell’esercito austriaco, la Grande Armée uscì dalla battaglia vittoriosa e con pochissime perdite di uomini e cannoni. L’ottavo bollettino della Grande Armata descrisse la vittoria francese con queste parole:

"30 000 uomini, tra cui 2000 cavalieri, assieme a 60 cannoni e 40 bandiere sono caduti in mano ai vincitori....Dall'inizio della guerra, il numero totale di prigionieri può essere stimato in 60000 unità, le bandiere in 80 senza contare l'artiglieria o i convogli....Non ci sono mai state vittorie tanto complete ed a così basso costo"
In seguito alla vittoria di Ulma, considerata dal punto di vista strategico uno dei più grandi successi della carriera militare di Napoleone, le forze francesi occuparono Vienna il 14 novembre 1805. Bonaparte, necessitando di una vittoria decisiva, cercò di attirare gli avversari su un terreno da combattimento da lui scelto nei pressi di Austerlitz. La battaglia si concluse con il successo Napoleonico e con l’immediato armistizio tra Francia e Austria a cui seguì, il 26 dicembre, la Pace di Presuburgo, che poneva l’Austria fuori sia dalla guerra che dalla terza coalizione antifrancese. Il trionfo della Battaglia di Austerlitz permise a Napoleone la creazione della Confederazione del Reno che concluse l’esistenza del Sacro Romano Impero con l’abdicazione di Francesco II nel 1806.

## Strategia napoleonica
Da un punto di vista strettamente strategico nel panorama militare napoleonico è possibile individuare alcune idee cardine, profondamente innovative rispetto ai suoi tempi.
A dispetto delle apparenze Napoleone si affida di più all'istinto pratico: egli non elaborava un sistema, ma fondava tutte le sue azioni sull'imprevedibilità e l'anticonvenzionalità.
Nonostante questo suo carattere, si possono elencare i principali stratagemmi che utilizzò in battaglia:
La manoeuvre sur les derriéres (manovra alle spalle) consiste in un attacco diretto alle retrovie nemiche attuata utilizzando la copertura fornita dall’ambiente circostante dello scenario geografico nel quale si svolgeva di volta in volta la campagna, come ad esempio, ad Ulma sfruttò i monti del Giura e la Selva Nera.
Mentre il nemico viene tenuto occupato da una parte dell’esercito frontalmente, il grosso dell’esercito si muove tra i ripari naturali all’infuori del campo visivo nemico e dirige contro le spalle dei nemici.
A movimento avvenuto l’avversario è costretti a combattere in inferiorità, perché i loro rifornimenti sono tagliati e non hanno via di ritirata e la battaglia ne viene pesantemente condizionata.
La posizione centrale: Napoleone con questa strategia inserisce la sua armata tra quelle nemiche, impedendo così il ricongiungimento e permettendo a lui di sconfiggerle in sequenza: mentre un corpo secondario trattiene una parte esercito nemico, Napoleone sconfigge il proprio diretto avversario, e quindi attacca immediatamente l'altra parte prima che l’altro corpo d’armata ceda.
Questa combinazione si basa sulle linee di collegamento interne, che sono più brevi di quelle esterne e quindi permettono spostamenti più rapidi. 
Questo espediente venne utilizzato con successo a Montenotte come a Waterloo dove la sua applicazione non fu molto proficua.
“Concentrazione sul campo di battaglia”, un insieme di combinazioni operazionali, veniva usato per confondere ed ingannare i nemici, ed anche per permettere movimenti rapidi ed un efficiente rifornimento, Napoleone disperde le sue forze su un fronte molto vasto e le riunisce solo all'ultimo momento, concentrando una forza decisiva in un punto critico dello schieramento nemico.
In questo schema ci si espone volontariamente al possibile rischio di una manovra per linee interne, ma è anche un modo per ribaltare situazioni sfavorevoli, perché l'effetto sul morale dell'avversario di una forza che gli giunge su un fianco o alle spalle può essere decisivo. 
Questo fu possibile mediante quelle manovre logistiche che consentì all'esercito francese di compiere 800 chilometri senza cadere a pezzi come nella prima parte della campagna di Austerlitz: 200000 uomini tennero per 5 settimane una media giornaliera di marcia variante tra i 20 e i 25 chilometri.